# Bukan Menziesa
Bukan Menziesa (Nothofagus menziesii (Hook.f.) Oerst.) – gatunek rośliny z rodziny bukanowatych (Nothofagaceae). Występuje naturalnie w Nowej Zelandii. Ponadto bywa uprawiany, sadzony między innymi w parkach w Stanach Zjednoczonych. 

## Morfologia
PokrójZimozielone drzewo dorastające do 20–25 m wysokości (według innych źródeł do 30 m) oraz 12 m szerokości. Pokrój jest szeroki i krzaczasty. Kora jest gładka i błyszcząca, z wąskimi pasmami przetchlinek. Początkowo ma srebrzystobiałą barwę, lecz z wiekiem zmienia kolor na matowoszary. Pędy są pokryte żółtobrązowym owłosieniem.
LiścieBlaszka liściowa jest skórzasta, błyszczca i ma kształt od trójkątnego do okrągławego. Mierzy 1 cm długości oraz 1 cm szerokości, jest podwójnie głęboko i tępo karbowana na brzegu, ma uciętą nasadę i tępy wierzchołek. Na spodniem powierzchni u nasadu nerwu głównego ma 2 charakterystyczne dołku pokryte włoskami. Ogonek liściowy jest pokryty żółtobrązowymi włoskami i ma 2 mm długości.
KwiatySą jednopłciowe. Kwiaty męskie są pojedyncze i mają żółtą barwę, natomiast kwiaty żeńskie są zebrane po 3 w kwiatostany.
OwoceOrzechy osadzone po 3 w kupulach, dorastają do 2–4 mm długości. Kupule powstają ze zrośnięcia czterech liści przykwiatowych.
Gatunki podobneRoślina jest podobna do bukanu Solandera (N. solanderi), który jednak różni się całobrzegą blaszką liściową.

## Biologia i ekologia
Rośnie w lasach zrzucających liście. Występuje na wysokości do 1200 m n.p.m. (według innych źródeł do 1000 m n.p.m.). Jest częściowo mrozoodporny – znosi spadki temperatury do -5°C.